# Izomorfizm muzyczny
Izomorfizm muzyczny – izomorfizm między wiązką styczną {\displaystyle TM} a wiązką kostyczną {\displaystyle T^{*}M} rozmaitości riemannowskiej {\displaystyle M} określony za pomocą jej metryki. Znany jest również jako podnoszenie i opuszczanie wskaźników.

## Dyskusja
Niech {\displaystyle (M,g)} oznacza rozmaitość riemannowską, zaś {\displaystyle \{\partial _{i}\}} oznacza lokalny układ współrzędnych dla wiązki stycznej {\displaystyle \operatorname {T} M} z dualnym do niego koukładem {\displaystyle \{\operatorname {d} x^{i}\}.} Wówczas można wyrazić lokalnie metrykę riemannowską (która jest 2-kowariantnym polem tensorowym symetrycznym i dodatnio określone) jako {\displaystyle g=g_{ij}\operatorname {d} x^{i}\otimes \operatorname {d} x^{j}.} Dla danego pola wektorowego {\displaystyle X=X^{i}\partial _{i}} można zdefiniować jego bemol jako
{\displaystyle X^{\flat }:=g_{ij}X^{i}\operatorname {d} x^{j}=:X_{j}\operatorname {d} x^{j}.}
Operację tę nazywa się „opuszczaniem wskaźnika”. Korzystając z tradycyjnej notacji nawiasów kątowych dla iloczynu skalarnego wyznaczonego przez {\displaystyle g} otrzymuje się nieco bardziej przejrzysty związek
{\displaystyle X^{\flat }(Y)=\langle X,Y\rangle }
dla wszystkich wektorów {\displaystyle X} oraz {\displaystyle Y.}
Alternatywnie, dla danego pola kowektorowego {\displaystyle \omega =\omega _{i}\operatorname {d} x^{i}} można określić jego krzyżyk jako
{\displaystyle \omega ^{\sharp }:=g^{ij}\omega _{i}\partial _{j},}
gdzie {\displaystyle g^{ij}} są elementami macierzy odwrotnej do {\displaystyle g_{ij}.} Branie krzyżyka pola kowektorowego nazywa się „podnoszeniem wskaźnika”.
Konstrukcja ta daje dwa wzajemnie odwrotne izomorfizmy {\displaystyle \flat \colon \operatorname {T} M\to \operatorname {T} ^{*}M} oraz {\displaystyle \sharp \colon \operatorname {T} ^{*}M\to \operatorname {T} M.} Są to izomorfizmy wiązek wektorowych, które dla każdego {\displaystyle p\in M} dają odwrotne izomorfizmy przestrzeni liniowych między {\displaystyle \operatorname {T} _{p}M} oraz {\displaystyle \operatorname {T} _{p}^{*}M.}
Izomorfizmy muzyczne mogą być także rozszerzone na wiązki {\displaystyle \bigotimes ^{k}\operatorname {T} M} oraz {\displaystyle \bigotimes ^{k}\operatorname {T} ^{*}M.} Należy przy tym zaznaczyć, który ze wskaźników ma być podniesiony lub opuszczony. Przykładowo niech dane będzie pole {\displaystyle (2,0)}-tensorowe {\displaystyle X=X_{ij}\operatorname {d} x^{i}\otimes \operatorname {d} x^{j}.} Podnosząc drugi wskaźnik uzyskuje się pole {\displaystyle (1,1)}-tensorowe {\displaystyle X^{\sharp }=g^{jk}X_{ij}\operatorname {d} x^{i}\otimes \partial _{k}.}

## Ślad tensora poprzez metrykę
Niech dla danego pola {\displaystyle (2,0)}-tensorowego {\displaystyle X=X_{ij}\operatorname {d} x^{i}\otimes \operatorname {d} x^{j}} będzie określony ślad {\displaystyle X} poprzez metrykę {\displaystyle g} jako
{\displaystyle \operatorname {tr} _{g}(X):=\operatorname {tr} (X^{\sharp })=\operatorname {tr} (g^{jk}X_{ij})=g^{ji}X_{ij}=g^{ij}X_{ij}.}
Należy zauważyć, że definicja śladu jest niezależna od wyboru podnoszonego wskaźnika, gdyż tensor metryczny jest symetryczny.